# Neurotensin
Neurotensin är en neuropeptid som finns i hypotalamus som verkar i perifera och centrala nervsystemet. Den reglerar sannolikt utsöndringen av luteiniserande hormon och prolaktin, och interagerar kraftigt med det dopaminerga systemet. Den isolerades första gången i hypotalamus hos nötkreatur sedan den iakttagits orsaka vasodilation i överhuden och läderhuden hos anestiserade möss.
Neurotensin modulerar dopaminets signaler och verkar ha en rad effekter som påminner om antipsykotiska läkemedel, varför det har föreslagit att det är ett endogent neuroleptikum. Vid försök med möss som saknat neurotensin har det framkommit att effekten på antipsykotisk medicin uteblir, vilket stödjer uppfattningen att neurotensin spelar roll för några verkningar som de antipsykotiska läkemedlen har.